# ونرد
ونرد (به لاتین: Vanard) یک شهرک در سنت لوسیا است که در بخش کاستریس واقع شده‌است.